# Marcgravia crassicostata
Marcgravia crassicostata är en tvåhjärtbladig växtart som beskrevs av Ernest Friedrich Gilg. Marcgravia crassicostata ingår i släktet Marcgravia och familjen Marcgraviaceae. Inga underarter finns listade i Catalogue of Life.